# Sportovní klub vozíčkářů Praha

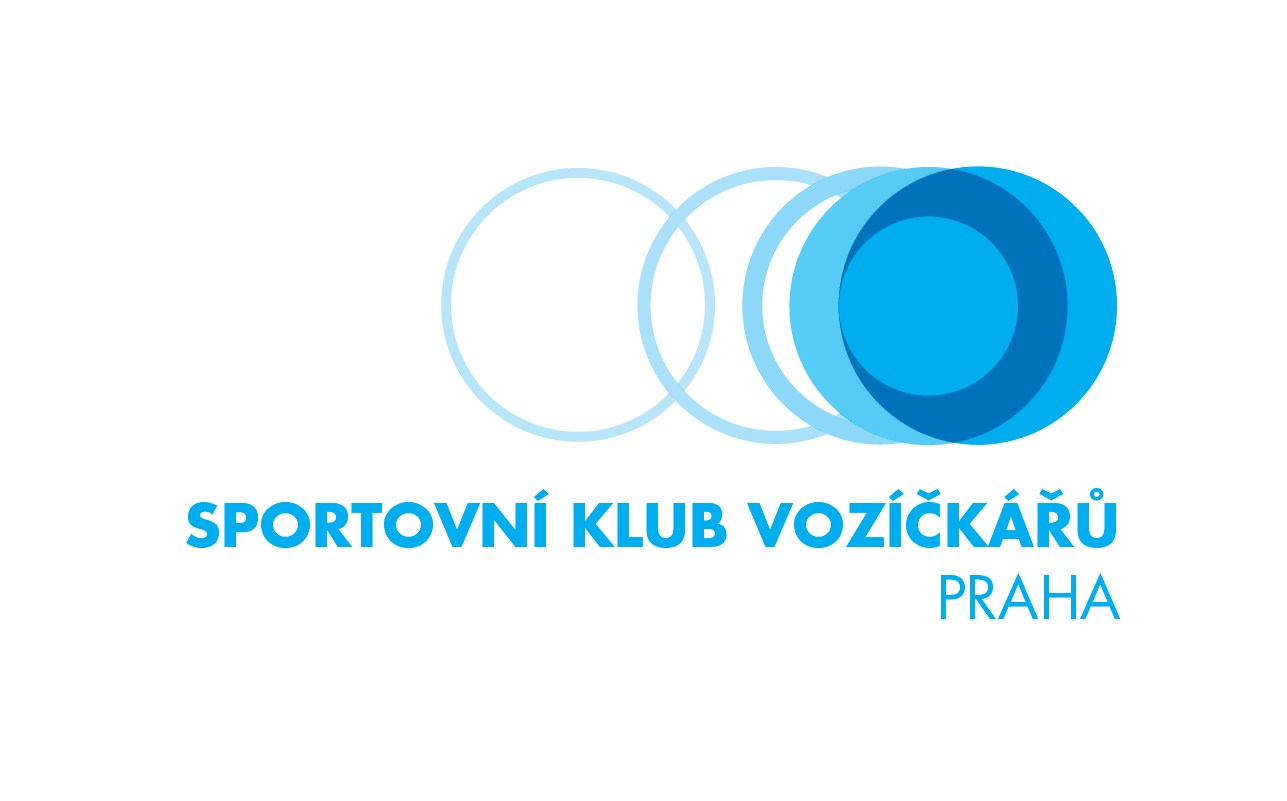
Logo klubu od roku 2010

Oddíl handicapovaných sportovců Sportovní klub vozíčkářů Praha se zaměřuje na výkonnostní i rekreační sport. Sdružuje sedm oddílů pro hendikepované sportovce: florbal, lyžování, potápění, stolní tenis, orientační sporty, outdoorové sporty a tanec.

## Výsledky & pozice v českých ligách
Florbalový oddíl se stabilně pohybuje ve špičce české ligy. Sjezdaři se pravidelně zúčastňují evropských i světových soutěží. Orientační závodníci patří do lepší poloviny na mistrovstvích světa v klasických závodech i Trail orienteering.